# Shalom Shabazi
Shalom Ben Yosef Shabbazi, también conocido como Abba Shalem Shabbezi, Shalom Shabazi o Salim Elshibzi (en hebreo שלום שבזי, en árabe سالم الشبزي) fue uno de los más grandes poetas judíos que vivían en el Yemen en el siglo XVII. Ahora es considerado el "Poeta de Yemen". Shabazi nació en el año 1619 en el barrio judío de Sharab, cerca de Ta'izz, y vivió casi toda su vida en Ta'izz, ciudad de la cual fue expulsado, junto con la mayoría de los judíos yemenitas en el año 1679. Murió en el año 1720. Su padre, Yosef ben Abidjad bin Khalfun, también fue rabino y poeta. Su diwan poético de adoración, en el cual escribió unos 550 poemas, fue publicado por primera vez por el Instituto Ben-Zvi en Israel en el año 1977. Escribía en hebreo, arameo y judeoárabe. Otros escritos de Shalom Shabazi incluyen un tratado de astrología y un comentario cabalístico en la Torá. En nuestros tiempos, la tumba de Shalom Shabazi en Ta'izz es reverenciada por judíos y musulmanes por igual. Actualmente es considerado por los académicos como el "Shakespeare de Yemen".
Shalom Shabazi además escribió un comentario sobre la Torá llamado "Jamdot Yomim". Su liderazgo fue instrumental en ayudar a los judíos de Yemen a sobrevivir algunos de los días más difíciles de la persecución en su historia. Mori (los judíos yemenitas no llaman a sus líderes espirituales "rabino", sino "Mori", palabra aramea que significa "mi maestro") Shabazi escribió una kiná o canto de duelo para ser rezado durante Tisha b'Av, para recordar el exilio de los judíos yemenitas a una región en el desierto llamada Moza; durante el tiempo que los judíos estuvieron exiliados allí, se cree que aproximadamente un 20% de la comunidad pereció. El diwan del Mori Shabazi se ha convertido e una parte muy especial de los judíos yemenitas e incluso forma parte de su vida cultural. Shalom Shabazi escribió casi 1500 diwan que abordaban casi todos los temas en el judaísmo, aunque lastimosamente sólo unos 300 lograron sobrevivir a la persecución, el tiempo y la falta de una imprenta en Yemen. Los diwan (poemas/canciones) de ShalomShabazi están escritos en árabe, hebreo y arameo. El gobierno Israelí se encuentra haciendo esfuerzos para traer sus restos a Israel y darles la sepultura digna del gran rabino, líder y sabio que fue.

## Shalom Shabbazi en la cultura popular Israelí
El poema de Shalom Shabazi, "Im Nin'alu" (אם ננעלו) se convirtió en un hit de la música moderna, no sólo en Israel sino que se convirtió en la primera canción del Medio Oriente que topaba las carteleras musicales de Europa. Esta canción era cantada por Ofra Haza. Otras canciones escritas por Shalom Shabazzi, como As'alk (أسألك), han sido interpretadas por Zion Golan, Aharon Amram, Shoshana Damari y Ofra Haza. Otro conocido poema, "Et Dodim Kalá", fue grabado por Zohar Argov.